# Anaea offa
Anaea offa är en fjärilsart som beskrevs av Druce 1877. Anaea offa ingår i släktet Anaea och familjen praktfjärilar. Inga underarter finns listade i Catalogue of Life.